# Primo congresso confederato
Il Primo congresso confederato fu il primo regolare consesso del Parlamento degli Stati Confederati d'America. I suoi membri furono scelti in elezioni tenute nel novembre 1861.

## Presidenza
Speaker
- Thomas Stanhope Bocock, Virginia - febbraio 18, 1862 - marzo 18, 1865

Presidenti pro tempore
- Thomas Stanhope Bocock, Virginia
- Robert Woodward Barnwell, Carolina del Sud

## Sessioni

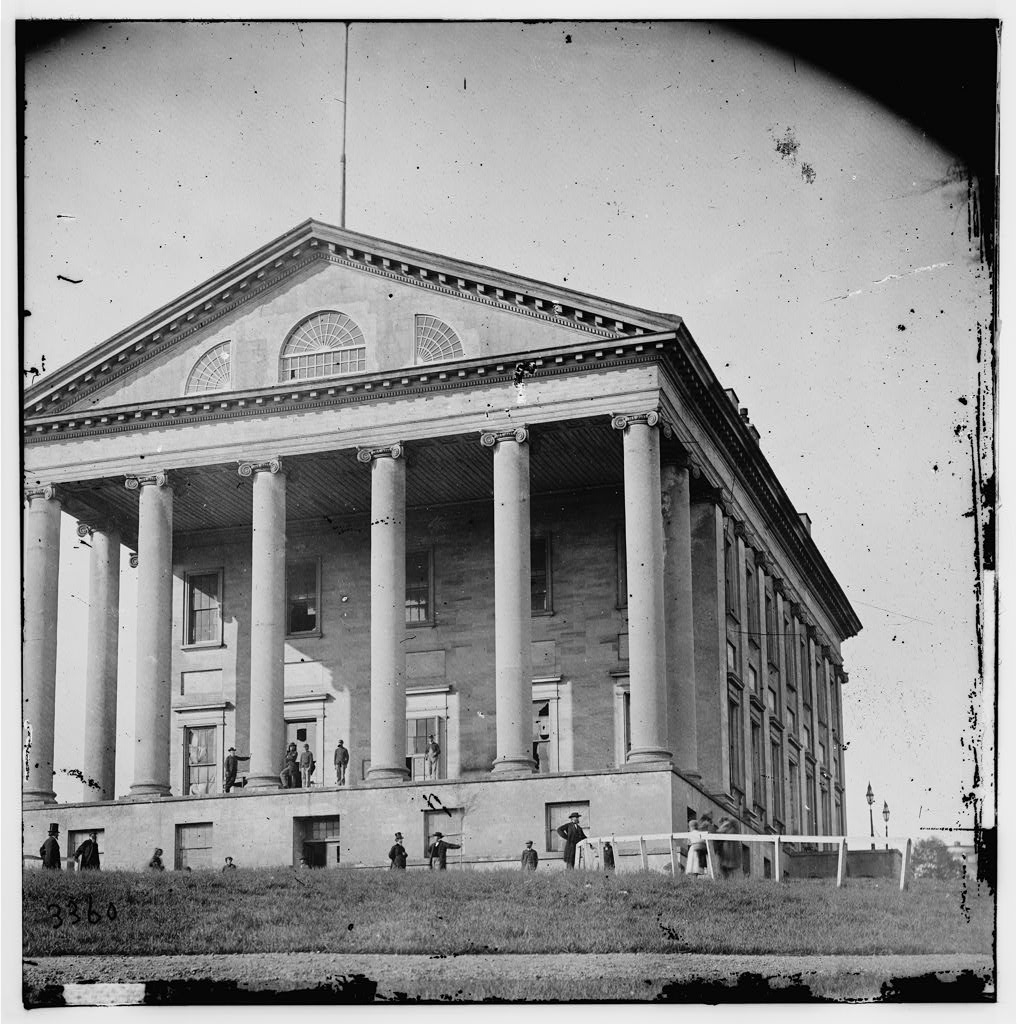
Il Campidoglio Confederato di Richmond

Tutte le sessioni del Primo congresso confederato ebbero luogo nel Campidoglio Confederato di Richmond, Virginia.
- 1ª Sessione - 18 febbraio 1862 - 21 aprile 1862
- 2ª Sessione- 18 agosto 1862 - 13 ottobre 1862
- 3ª Sessione- 12 gennaio 1863 - 1º maggio 1863
- 4ª Sessione - 7 dicembre 1863 - 17 febbraio 1864

## Membri

### Senato

#### Alabama
- Clement Claiborne Clay
- William Lowndes Yancey (deceduto 23 luglio 1863)
- ---- Robert Jemison, Jr. (prese il suo seggio il 28 dicembre 1863 - Eletto per coprire la vacanza)

#### Arkansas
- Robert Ward Johnson
- Charles Burton Mitchel

#### Carolina del Nord
- George Davis (dimissionario gennaio 1864 diventa Procuratore Generale degli Stati Confederati)
- ---- Edwin Godwin Reade (prese il suo seggio il 22 gennaio 1864 - Eletto per coprire la vacanza)
- William Theophilus Dortch

#### Carolina del Sud
- Robert Woodward Barnwell
- James Lawrence Orr

#### Florida
- James McNair Baker
- Augustus Emmet Maxwell

#### Georgia
- Robert Augustus Toombs (fu eletto ma rinunciò all'incarico)
- ---- John Wood Lewis, Sr. (prese il suo seggio il 7 aprile 1862 - Sostituto fino a copertura della vacanza)
- ---- Herschel Vespasian Johnson (prese il suo seggio il 19 gennaio 1863 - Eletto per coprire la vacanza)
- Benjamin Harvey Hill

#### Kentucky
- Henry Cornelius Burnett
- William Emmet Simms

#### Louisiana
- Thomas Jenkins Semmes
- Edward Sparrow

#### Mississippi
- Albert Gallatin Brown
- James Phelan

#### Missouri
- John Bullock Clark, Sr.
- Robert Ludwell Yates Peyton (deceduto 3 settembre 1863)
- ---- Waldo Porter Johnson (prese il suo seggio il 24 dicembre 1863 - Eletto per coprire la vacanza)

#### Tennessee
- Landon Carter Haynes, Sr.
- Gustavus Adolphus Henry, Sr.

#### Texas
- William Simpson Oldham, Sr.
- Louis Trezevant Wigfall

#### Virginia
- Robert Mercer Taliaferro Hunter
- William Ballard Preston (deceduto 16 novembre 1862)
- ---- Allen Taylor Caperton (prese il suo seggio il 22 gennaio 1864 - Eletto per coprire la vacanza)

### Camera dei Rappresentanti
Elencati per distretto di elezione
X = già membri del Congresso provvisorio confederato

#### Alabama
- 1: Thomas Jefferson Foster
- 2: William Russell Smith
- 3: John Perkins Ralls
- 4: Jabez Lamar Monroe Curry X
- 5: Francis Strother Lyon
- 6: William Parish Chilton, Sr. X
- 7: David Clopton
- 8: James Lawrence Pugh
- 9: Edmund Strother Dargan

#### Arkansas
- 1: Felix Ives Batson
- 2: Grandison Delaney Royston
- 3: Augustus Hill Garland X
- 4: Thomas Burton Hanly

#### Carolina del Nord
- 1: William Nathan Harrell Smith
- 2: Robert Rufus Bridgers
- 3: Owen Rand Kenan
- 4: Thomas David Smith McDowell X
- 5: Archibald Hunter Arrington
- 6: James Robert McLean
- 7: Thomas Samuel Ashe
- 8: William Lander
- 9: Burgess Sidney Gaither
- 10: Allen Turner Davidson X

#### Carolina del Sud
- 1: John McQueen
- 2: William Porcher Miles X
- 3: Lewis Malone Ayer, Jr..
- 4: Milledge Luke Bonham (dimissionario 13 ottobre 1862 dopo la seconda Sessione)
- ---- William Dunlap Simpson (prese il suo seggio il 5 febbraio 1863 - Eletto per coprire la vacanza)
- 5: James Farrow
- 6: William Water Boyce X

#### Florida
- 1: James Baird Dawkins (dimissionario 8 dicembre 1862)
- ---- John Marshall Martin (prese il suo seggio il 25 marzo 1863 - Eletto per coprire la vacanza)
- 2: Robert Benjamin Hilton

#### Georgia
- 1: Julian Hartridge
- 2: Charles James Munnerlyn
- 3: Hines Holt (dimissionario 1º marzo 1863 dopo la terza Sessione)
- ---- Porter Ingram (prese il suo seggio il 12 gennaio 1864 - Eletto per coprire la vacanza)
- 4: Augustus Holmes Kenan X
- 5: David William Lewis
- 6: William White Clark
- 7: Robert Pleasant Trippe
- 8: Lucius Jeremiah Gartrell
- 9: Hardy Strickland
- 10: Augustus Romaldus Wright X

#### Kentucky
- 1: Willis Benson Machen
- 2: John Watkins Crockett, Jr.
- 3: Henry English Read
- 4: George Washington Ewing X
- 5: James Stone Chrisman
- 6: Theodore Legrand Burnett
- 7: Horatio Washington Bruce
- 8: George Baird Hodge X
- 9: Eli Metcalfe Bruce
- 10: James William Moore
- 11: Robert Jefferson Breckinridge, Jr.
- 12: John Milton Elliott X

#### Louisiana
- 1: Charles Jacques Villeré
- 2: Charles Magill Conrad X
- 3: Duncan Farrar Kenner X
- 4: Lucius Jacques Dupré
- 5: Henry Marshall X
- 6: John Perkins, Jr. X

#### Mississippi
- 1: Jeremiah Watkins Clapp
- 2: Reuben Davis (dimissionario 1º marzo 1863 dopo la terza sessione)
- ---- William Dunbar Holder (prese il suo seggio il 21 gennaio 1864 - Eletto per coprire la vacanza)
- 3: Israel Victor Welch
- 4: Henry Cousins Chambers
- 5: Otho Robards Singleton
- 6: Ethelbert Barksdale
- 7: John Jones McRae

#### Missouri
- 1: William Mordecai Cooke, Sr. X (deceduto 3 settembre 1863)
- 2: Thomas Alexander Harris X
- 3: Caspar Wistar Bell X
- 4: Aaron H. Conrow X
- 5: George Graham Vest X
- 6: Thomas W. Freeman X
- 7: Il Rappresentante eletto Hyer non prese mai il suo seggio; il distretto rimase non rappresentato per l'intera durata del Primo congresso;

#### Tennessee
- 1: Joseph Brown Heiskell (dimissionario 6 febbraio 1864)
- 2: William Graham Swan
- 3: William Henry Tibbs
- 4: Erasmus Lee Gardenhire
- 5: Henry Stuart Foote
- 6: Meredith Poindexter Gentry
- 7: George Washington Jones
- 8: Thomas Menees
- 9: John DeWitt Clinton Atkins X
- 10: John Vines Wright
- 11: David Maney Currin X

#### Texas
- 1: John Allen Wilcox (deceduto 7 febbraio 1864)
- 2: Caleb Claiborne Herbert
- 3: Peter W. Gray
- 4: Franklin Barlow Sexton
- 5: Malcolm Duncan Graham
- 6: William Bacon Wright

#### Virginia
- 1: Muscoe Russell Hunter Garnett (deceduto 14 febbraio 1864)
- 2: John Randolph Chambliss, Sr.
- 3: James Lyons
- 4: Roger Atkinson Pryor X (dimissionario 5 aprile 1862)
- ---- Charles Fenton Collier (prese il suo seggio il 18 agosto 1862 - Eletto per coprire la vacanza)
- 5: Thomas Stanhope Bocock X
- 6: John Goode, Jr.
- 7: James Philemon Holcombe
- 8: Daniel Coleman DeJarnette, Sr.
- 9: William "Extra Billy" Smith (dimissionario 4 aprile 1863)
- ---- David Funsten (prese il suo seggio il 7 dicembre 1863 - Eletto per coprire la vacanza)
- 10: Alexander Robinson Boteler, Sr. X
- 11: John Brown Baldwin
- 12: Waller Redd Staples X
- 13: Walter Preston X
- 14: Albert Gallatin Jenkins (dimissionario 21 aprile 1862 dopo la prima sessione)
- ---- Samuel Augustine Miller (prese il suo seggio il 24 febbraio 1863 - Eletto per coprire la vacanza)
- 15: Robert Johnston X
- 16: Charles Wells Russell X

### Delegati Territoriali

#### Territorio dell'Arizona
- Marcus H. MacWillie

#### Nazione Cherokee
- Elias Cornelius Boudinot X

#### Nazione Choctaw
- Robert McDonald Jones